# Andrej Škurin
Andrej Nikolaevič Škurin (in russo Андрей Николаевич Шкурин?, in kazako Андрей Николаевич Шкурин?, Andreý Nïkolayevïç Şkwrïn; Mosca, 3 marzo 1972) è un ex calciatore russo naturalizzato kazako, di ruolo difensore.